# Бискупски ординаријат у Зрењанину
Бискупски ординаријат у Зрењанину, иза Римокатоличке катедрале, саграђен је 1909. године, по плановима темишварског архитекте Иштвана Барта, као Управна зграда Римокатоличке црквене општине – данас седиште и резиденција банатског бискупа. Kомплекс објеката који припадају римокатоличкој цркви чине, осим Римокатоличке катедрале и зграде Бискупског ординаријата, још је и зграда Римокатоличког жупног уреда.
У складу са наменом, грађевина по обликовању унутрашњег простора и својом спољашњом декорацијом, представља један од највреднијих примерака сецесије у архитектури Зрењанина. Фасада једноспратне зграде решена је асиметрично. Десна половина зграде, на коме се налази улаз, је наглашена интересантним архитектонским мотивом у виду доксата на конзолама надвишен атиком извијених линија. Прозорски отвори у приземљу изведени су као бифоре, а на спрату су велики трокрилни прозори трапезасте форме. На фасади се налазе орнаменти типичне сецесијске стилизације, у облику венаца и геометријски стилизованих цветних детаља.
На основу сачуваног плана, сазнајемо, да су се у приземљу, када је зграда и саграђена, налазили: стан оргуљаша и канцеларија црквене општине, а на спрату су биле смештене: велика-свечана сала, гостинска соба, соба за свештеника који је поучавао веронауку и соба за архиву. Данас су ове просторије прилагођене потребама становања банатског бискупа. Ентеријер зграде је сачуван у аутентичном изгледу, са украсима по зидовима у виду пиластара са капителима и оградом од кованог гвожђа која прати линију степеништа.
У дворишту, иза ове зграде, налазила се мала приземна грађевина која је имала две собе, кухињу и оставу, а служила је као стан звонара и послужитеља цркве. Објекат је порушен шездесетих година прошлог века.